# Décès en 965
Décès
- 961
- 962
- 963
- 964
- 965
- 966
- 967
- 968
- 969

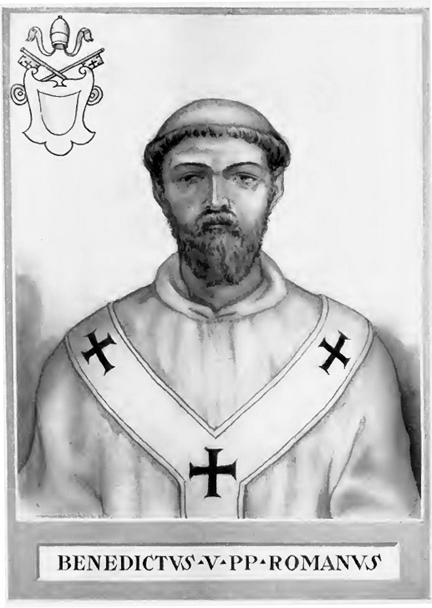
Benoît V mort en 965.

Cette page dresse une liste de personnalités mortes au cours de l'année 965 :
- 23 février : Otton de Bourgogne, comte d'Auxerre, duc de Bourgogne.
- 1er mars : Léon VIII, pape.
- 27 mars : Arnoul le Grand, comte de Flandre.
- 10 mai : Hedwige de Saxe, veuve d'Hugues le Grand, duc des Francs, et mère d'Hugues Capet.
- 20 mai : Gero Ier le Grand, margrave.
- 25 juin : Guy d'Ivrée, marquis d'Ivrée.
- 4 juillet : Benoît V, pape déposé en exil à Hambourg.
- septembre : al-Mutanabbi, poète arabe, tué par des voleurs près de Bagdad[1].
- 5 octobre : Aymard, 3e abbé de Cluny depuis 942.
- 11 octobre : Brunon de Cologne, archevêque de Cologne et duc de Lotharingie.

- Muhammad ibn ‘Abd al-Jabbar ibn al-Hasan an-Niffarī, ou Al-Niffari, mystique perse.
- Joseph Bringas, patrice, grand préposite et grand drongaire.
- Moshe ben Hanokh, rabbin babylonien.
- Huang Quan (peintre), peintre chinois.
- Siegfried Ier de Guines,  premier comte de Guines.

date incertaine (vers 965)
- Guillaume de Fezensac, comte de Fezensac.

## Crédit d'auteurs
- Cet article est partiellement ou en totalité issu de l'article intitulé « 965 » (voir la liste des auteurs).